# پلاک وسایل نقلیه استان همدان
کدهای استان همدان ۱۸ و ۲۸ می‌باشد.
در خودروهای دولتی ، کشاورزی و عمومی و تاکسی و معلولین کد پلاک استانی می باشد و در خودرو های شخصی، کد پلاک به تفکیک شهرستان متفاوت می‌باشد.
به درخواست پلیس از دولت دوازدهم و موافقت با این درخواست پلاک‌های فک شده‌ کل کشور که بیش از یک سال در انبار پلاک پلیس موجود بوده ، از نام صاحب قبلی پلاک خارج و به مراجعه کننده جدید داده می‌شود.

## کد ۱۸ - مرکز استان (همدان)
| حرف | شهرستان                                        | وضعیت شماره‌گذاری                                    |
| --- | ---------------------------------------------- | --------------------------------------------------- |
| الف | خودروهای دولتی استان                           | سرشماره ۱۵ در حال واگذاری                           |
| ب   | همدان، فامنین (۱)                              | پایان شماره‌گذاری                                    |
| ت   | تاکسی‌های استان                                 | سرشماره ۳۸ در حال واگذاری                           |
| ج   | همدان، فامنین (۲)                              | پایان شماره‌گذاری                                    |
| د   | همدان، فامنین (۳)                              | پایان شماره‌گذاری                                    |
| ژ   | خودروهای جانبازان استان خودروهای معلولین استان | سرشماره ۱۱ در حال واگذاری سرشماره ۵۱ در حال واگذاری |
| س   | همدان، فامنین (۴)                              | پایان شماره‌گذاری                                    |
| ص   | همدان، فامنین (۵)                              | پایان شماره‌گذاری                                    |
| ط   | همدان، فامنین (۶)                              | پایان شماره‌گذاری                                    |
| ع   | خودروهای عمومی استان (۱)                       | پایان شماره‌گذاری                                    |
| ق   | همدان، فامنین (۷)                              | پایان شماره‌گذاری                                    |
| ک   | ادوات کشاورزی استان                            | سرشماره ۸۲ در حال واگذاری                           |
| ل   | همدان، فامنین (۸)                              | پایان شماره‌گذاری                                    |
| م   | همدان، فامنین (۹)                              | پایان شماره‌گذاری                                    |
| ن   | همدان، فامنین (۱۰)                             | سرشماره ۷۱ در حال واگذاری                           |
| و   | ذخیره                                          |                                                     |
| ه‍   | ذخیره                                          |                                                     |
| ی   | ذخیره                                          |                                                     |

## کد ۲۸ - استان همدان
| حرف | شهرستان                  | وضعیت شماره‌گذاری           |
| --- | ------------------------ | -------------------------- |
| ب   | نهاوند (۱)               | پایان شماره‌گذاری           |
| ج   | ملایر (۱)                | پایان شماره‌گذاری           |
| د   | تویسرکان                 | سرشماره ۹۸ در حال واگذاری  |
| س   | کبودرآهنگ                | سر شماره ۷۹ در حال واگذاری |
| ص   | رزن ، درگزین             | سرشماره ۷۸ در حال واگذاری  |
| ط   | بهار                     | سرشماره ۹٩ در حال واگذاری  |
| ع   | خودروهای عمومی استان (۲) | سرشماره ۳۹ در حال واگذاری  |
| ق   | اسدآباد                  | سرشماره ۹۳ در حال واگذاری  |
| ل   | ملایر (۲)                | پایان شماره‌گذاری           |
| م   | نهاوند (۲)               | سرشماره ۶۱ در حال واگذاری  |
| ن   | ملایر (۳)                | سرشماره ۹۸ در حال واگذاری  |
| و   |                          | ذخیره                      |
| ه‍   |                          | ذخیره                      |
| ی   |                          | ذخیره                      |

- پلاک موتور: ۴۹۸ ، ۴۹۹، ۵۱۱ ، ۵۱۲ ، ۵۱۳